# Бочка
Бочка е вид покрив, характерен за руската църковна архитектура. Този тип покрив, може да бъде в комбинация със спираловиден купол, ръбест купол, спираловиден купол и други. Църкви с подобна архитектура може да се срещнат на територията на днешна Русия и Украйна.
През 17 – 18 век, също и някои обществени сгради придобиват и подобен покрив.